# Gewog di Katsho
Il gewog di Katsho è uno dei sei raggruppamenti di villaggi del distretto di Haa, nella regione Occidentale, in Bhutan.